# Forster-Piedmont-Gletscher
Der Forster-Piedmont-Gletscher ist ein Vorlandgletscher mit einer Länge von etwa 40 km und einer Breite von rund 20 km an einer Bucht im südlichen Teil der Fallières-Küste des Grahamlands auf der Antarktischen Halbinsel. Im südöstlichen Abschnitt der Marguerite Bay zwischen Kap Berteaux und Mount Edgell bildete der Forster-Piedmont-Gletscher zusammen mit zwei anderen Gletschern bis in die 1990er Jahre das mittlerweile aufgelöste Wordie-Schelfeis. Gebildet wird er durch den Zusammenfluss des Airy-, Seller-, Fleming- und Prospect-Gletschers.
Erstmals vermessen wurde er von Teilnehmern der British Graham Land Expedition (1934–1937) und nochmals 1958 von Mitgliedern des Falkland Islands Dependencies Survey (FIDS). Das UK Antarctic Place-Names Committee benannten ihn 1962 nach dem Geodäten Peter Derek Forster (1935–1996) vom FIDS, der an der Vermessung der Stonington-Insel (1958) und Horseshoe Island (1960) teilgenommen hatte.